# BBC의 방송 채널 목록
다음은 영국의 BBC 방송이 소유하고 있는 전국, 지방, 지역별 텔레비전 및 라디오 채널이다. 전 세계에 송출되는 국제 방송 채널과 지금은 폐국된 방송 채널도 포함했다.

## 텔레비전 채널

### 전국 방송
영국 전역에 방송되는 일반 채널이다.
- BBC One - 대표 채널.
  - BBC One HD
- BBC Two - 시사와 스포츠 프로그램 위주 채널.
  - BBC Two HD
- BBC Three - 젊은층 대상 채널. 2016년 온라인으로 전환했다가 2022년 2월 1일 TV 채널로써 재개국.
  - BBC Three HD
- BBC Four - 다큐멘터리와 교양 프로그램 위주 채널.
  - BBC Four HD
- BBC 뉴스 - 실시간 뉴스와 시사 프로그램.
  - BBC News HD
- BBC 팔리아먼트 - 국회 중계 방송.
- BBC 알바 - 스코틀랜드 게일어 방송.
- CBBC - 6세 이상 아동을 대상으로 한 프로그램 전용 방송.
  - CBBC HD
- CBeebies - 6세 이하 아동을 대상으로 한 프로그램 전용 방송.
  - CBeebies HD
- BBC 스코틀랜드 (TV 채널) - 스코틀랜드 대상 채널. 2019년 2월 24일 개국.

### 지방 방송
잉글랜드를 제외한 영국의 구성국, 즉 북아일랜드, 스코틀랜드, 웨일스를 대상으로 한 일반 채널이다.
- BBC One 북아일랜드
  - BBC One 북아일랜드 HD
- BBC One 스코틀랜드
  - BBC One 스코틀랜드 HD
- BBC One 웨일스
  - BBC One 웨일스 HD
- BBC Two 북아일랜드
- BBC Two 웨일스

### 지역 방송
잉글랜드 내 여러 지역을 대상으로 한 방송 채널이다.
- BBC One 이스트
  - 이스트 - 노위치 지역 대상
  - 웨스트 - 케임브리지 지역 대상
- BBC One 이스트미들랜즈
- BBC One 런던
- BBC One 노스이스트 컴브리아
- BBC One 노스웨스트
- BBC One 사우스
  - BBC 옥스퍼드 - 옥스퍼드와 주변 지역 대상 한정.
- BBC 사우스이스트
- BBC 사우스웨스트
  - BBC 채널 아일랜즈 - 채널 제도 대상
- BBC One 웨스트
- BBC One 웨스트미들랜즈
- BBC One 요크셔 링컨셔
- BBC One 요크셔

## UKTV 채널
UKTV는 BBC 스튜디오 주식회사 산하의 다채널 방송사다. 본디 다른 회사와 합작해 운영했으나, 2019년에 10개 채널 중 3개 채널을 디스커버리에 매각하고 나머지 채널들을 단독 소유화했다. BBC와는 달리 수신료로 재원을 마련하지 않는다.
- 알리바이
  - 알리바이 +1
  - 알리바이 HD
- 데이브
  - 데이브자뷰 (Dave ja vu)
  - 데이브 HD
- 드라마
  - 드라마 +1
- 이든
  - 이든 +1
  - 이든 HD
- 골드
  - 골드 +1
  - 골드 HD
- W
  - W +1
  - W HD
- 예스터데이
  - 예스터데이 +1
  - 예스터데이 HD

## 국제 텔레비전 방송 채널
BBC 월드와이드는 전세계에 방영되는 텔레비전 방송국을 추가로 운영하고 있다. 영국 내에서 운영되는 국내용 방송국과는 다르다.
- BBC 아메리카 - 미국 대상 방송. 코미디, 드라마, 생활 프로그램 종합방송.
- BBC 캐나다 - 캐나다 대상 방송. 코미디, 드라마, 생활 프로그램 종합방송.
- BBC 뉴스 - 국제 뉴스 방송.
- BBC 엔터테인먼트 - 부담없는 오락 프로그램 방송.
- BBC 퍼스트 - 코미디와 드라마 프로그램 방송.
- BBC 브릿 - 정보 엔터테인먼트 프로그램 방송.
- BBC 어스 - 정보 프로그램 및 다큐멘터리 특선 채널.
- BBC HD - 고화질 텔레비전 방송 채널
- BBC 키즈 - 캐나다 대상 방송. 아동 전문 프로그램.
- BBC 라이프스타일 - 생활 프로그램.
- BBC UKTV - 오스트레일리아와 뉴질랜드 대상 방송. 영국의 엔터테인먼트 프로그램 특선 방송.
- CBeebies - 6세 이하 아동 대상 프로그램 전문 방송.

## 전국 라디오 방송

### FM
- BBC 라디오 1 - 최신 히트곡, 댄스, 락.
- BBC 라디오 2 - 어덜트, 올디스, 컨트리, 재즈, 소울, 펑크.
- BBC 라디오 3 - 클래식, 재즈, 월드 뮤직, 예술, 문화, 라디오극.
- BBC 라디오 4 - 뉴스, 시사, 전화 토크쇼, 라디오극, 철학. (AM으로도 들을 수 있다.)

### AM, DAB, 온라인 전용 방송
일반 FM 라디오로는 청취할 수 없고 타 매체를 통해 방송되는 라디오 채널들이다.
- BBC 라디오 1xtra - 어번 음악, 힙합, 그라임, 댄스홀.
- BBC 라디오 4 Extra - 지난 방송 (아카이브 프로그램).
- BBC 라디오 5 라이브 - 뉴스, 시사, 토론, 스포츠 생방송.
- BBC 라디오 5 라이브 스포츠 엑스트라 - 추가 스포츠 중계방송.
- BBC 라디오 6 뮤직 - 얼터네이티브 음악, 락, 레게 및 기타 소수 장르.
- BBC 라디오 아시안 네트워크 - 영국내 아시아 민족사회 대상 방송.
- BBC 월드 서비스 - 시사 전문 국제 라디오 방송.

## 지방 라디오 채널

### 스코틀랜드
- BBC 라디오 스코틀랜드
- BBC 라디오 게얼 - 스코틀랜드 게일어 라디오 방송
- BBC 라디오 셰틀랜드
- BBC 라디오 오크니

### 웨일스
- BBC 라디오 웨일스
- BBC 라디오 컴리 - 웨일스어 라디오 방송

### 아일랜드
- BBC 라디오 얼스터
- BBC 라디오 포일

## 지역 라디오 채널

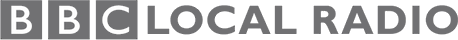
BBC 지역 라디오 로고

### 이스트
- BBC 에섹스
- BBC 라디오 케임브리지셔
- BBC 라디오 노퍽
- BBC 라디오 노샘프턴
- BBC 라디오 서퍽
- BBC 스리 카운티스 라디오

### 이스트미들랜즈
- BBC 라디오 더비
- BBC 라디오 레스터
- BBC 라디오 노팅엄

### 런던
- BBC 라디오 런던

### 노스이스트 컴브리아
- BBC 뉴캐슬
- BBC 티스
- BBC 라디오 컴브리아

### 노스웨스트
- BBC 라디오 랭커셔
- BBC 라디오 맨체스터
- BBC 라디오 머지사이드

### 사우스
- BBC 라디오 버크셔
- BBC 라디오 옥스퍼드
- BBC 라디오 솔렌트

### 사우스이스트
- BBC 라디오 켄트
- BBC 서레이
- BBC 서섹스

### 사우스웨스트
- BBC 라디오 콘월
- BBC 라디오 데번
- BBC 라디오 건지
- BBC 라디오 저지

### 웨스트
- BBC 라디오 브리스톨
- BBC 라디오 글로스터셔
- BBC 서머싯
- BBC 윌트셔

### 웨스트미들랜즈
- BBC 코번트리 워윅셔
- BBC 헤리퍼드 우스터
- BBC 라디오 슈롭셔
- BBC 라디오 스토크
- BBC WM

### 요크셔
- BBC 라디오 리즈
- BBC 라디오 셰필드
- BBC 라디오 요크

### 요크셔와 링컨셔
- BBC 라디오 험버사이드
- BBC 라디오 링컨셔

## 과거의 방송 채널

### 텔레비전
- BBC 초이스
- BBC 날리지
- BBC 재팬
- BBC HD
- BBC Three (과거)
- BBC Two 스코틀랜드 - BBC 스코틀랜드 (TV 채널) 개국과 맞물려 2019년 2월 17일 종료, BBC Two로 대체.
- 굿 푸드 - UKTV의 이전 구성원으로 2019년 디스커버리에 매각. 같은해 종방.
  - 굿 푸드 +1
  - 굿 푸드 HD
- 홈 - UKTV의 이전 구성원으로 2019년 디스커버리에 매각. 이듬해 HGTV로 개편.
  - 홈 +1
- 리얼리 - UKTV의 이전 구성원으로 2019년 디스커버리에 매각. 지금도 방송 중.
- BBC 월드 뉴스 - 2023년 BBC 뉴스로 대체.

### 라디오
- BBC 홈 서비스 - BBC 라디오 4의 전신
- BBC 내셔널 프로그램 - BBC 리저널 프로그램과 함께 BBC 홈 서비스로 통폐합.
- BBC 라이트 프로그램 - BBC 라디오 2의 전신
- BBC 서드 프로그램 - BBC 라디오 3의 전신
- BBC 리저널 프로그램 - BBC 내셔널 프로그램과 함께 BBC 홈 서비스로 통폐합.
- BBC 라디오 5 (과거)